# Tadeusz Jaszowski
Tadeusz Jaszowski (ur. 7 marca 1916 w Trawnikach koło Lublina, zm. 7 lutego 2014) – polski działacz konspiracji niepodległościowej w trakcie II wojny światowej w ramach ZWZ-AK, prokurator wojskowy, historyk i prawnik dr hab., wykładowca akademicki.

## Życiorys
Był synem Mieczysława i Heleny z domu de Gerszow. W latach 1934–1937 studiował prawo na Katolickim Uniwersytecie Lubelskim i przed wybuchem wojny, zdołał zaliczyć dwie aplikacje, sądową i adwokacką. Jaszowski, przeszedł również roczne przeszkolenie wojskowe w Szkole Podchorążych Artylerii we Włodzimierzu Wołyńskim.
22 lipca 1939 zawarł związek małżeński z Wiktorią Bieniek.
W trakcie polskiej wojny obronnej we wrześniu 1939 roku, walczył na wschodzie w zgrupowaniu dowodzonym przez gen. Wilhelma Orlika-Rückemanna, a po kapitulacji, uniknął sowieckiej niewoli i wrócił do rodzinnego Lublina.
Podczas okupacji niemieckiej związany był z konspiracją niepodległościową. Oo 1942 należał do ZWZ-AK. W konspiracji pełnił funkcję szefa nielegalnej produkcji granatów na potrzeby podziemia.
Po wkroczeniu Armii Czerwonej, wstąpił do II Armii Wojska Polskiego i jako kapitan przeszedł szlak bojowy do Łaby, pełnią jednocześnie funkcję prokuratora dywizyjnego.
W listopadzie 1945 został skierowany do Katowic, gdzie uzyskał etat prokuratora garnizonowego. Był między innymi oskarżycielem w procesach przeciwko członkom podziemia niepodległościowego w tym powojennego podziemia antykomunistycznego. Wraz z prokuratorem Sykstusem Guzem, był oskarżycielem w procesie pokazowym 21 działaczy Konspiracyjnego Wojska Polskiego w sali kina „Zorza” w Katowicach w dniach 15−17 października 1946. Na śmierć skazano wówczas między innymi Gerharda Szczurka pseud. „Erg”, Pawła Stopę pseud. „Dąb” i Stefana Gürtlera pseud. „Tse” ze sztabu Konspiracyjnego Wojska Polskiego, których wyroki wykonano w grudniu 1946. Był także prokuratorem w sprawach skazanych na śmierć: Antoniego Fojcika pseud. „Tosiek”, Władysława Grada i Józefa Wawrzyńczyka z Delegatury Sił Zbrojnych na Kraj.
W 1947 został usunięty z wojska. Zrehabilitowano go w 1957. Następnie pełnił funkcję zastępcy szefa Prokuratury Pomorskiego Okręgu Wojskowego. Na emeryturę przeszedł w 1973.
Zmarł 7 lutego 2014. Został pochowany na Cmentarzu Komunalnym przy ul. Wiślanej w Bydgoszczy (Sektor: III-J / rząd: 8 / numer grobu: 1).

### Działalność naukowa
Należał do Zarządu Okręgowej Komisji Badania Zbrodni Hitlerowskich w Bydgoszczy.
W 1973 obronił na Uniwersytecie Mikołaja Kopernika w Toruniu rozprawę doktorską pt. Legalność wymuszenia posłuchu przez przełożonego, przygotowaną pod kierunkiem prof. dr hab. Jerzego Śliwowskiego.
W latach 1974–1987 był pracownikiem naukowo-dydaktycznym w Wyższej Szkole Pedagogicznej w Bydgoszczy.
W 1989 uzyskał habilitację na Wydziale Prawa Uniwersytetu Łódzkiego.
W badaniach historycznych, głównym przedmiotem jego zainteresowań był ruchu oporu pod okupacją
niemiecką w latach 1939-1945 oraz zbrodnie niemieckie dokonane na Pomorzu Gdańskim w tym okresie.
Jako pierwszy podjął badania nad działalnością Kujawskiego Związku Polityczno-Literackiego.
Był redaktorem publikacji pt. Z badań nad eksterminacją Żydów na Pomorzu i Kujawach („Pomorze”, Bydgoszcz, 1983) oraz wspólnie z Jerzym Jaśkowiakiem, pracy pt. Bydgoszcz lato 1939 („Pomorze”, Bydgoszcz, 1985).

## Wybrane odznaczenia
- Krzyż Oficerski Orderu Odrodzenia Polski,
- Medal Komisji Edukacji Narodowej

## Wybrana bibliografia autorska
- Gestapo w walce z ruchem oporu nad Wisłą i Brdą (Wydawnictwo Poznańskie, Poznań, 1960; ISBN:83-7003-401-2)
- Hitlerowskie prawo karne na Pomorzu 1939-1945 (Główna Komisja Badania Zbrodni Hitlerowskich w Polsce - Instytut Pamięci Narodowej, Warszawa, 1989)
- Niemy świadek: zbrodnie hitlerowskie w toruńskim Forcie VII i w lesie Barbarka (Kujawsko-Pomorskie Towarzystwo Kulturalne, Bydgoszcz, 1971) wspólnie Czesławem Sobeckim
- Okręg Pomorski Armii Krajowej, Podokręg Południowo-Wschodni (Fundacja „Archiwum Pomorskie Armii Krajowej”, Toruń, 1996; ISBN:8390100681)
- Potulice oskarżają (Okręgowa Komisja Badania Zbrodni Hitlerowskich, Zarząd Okręgu Związku Bojowników o Wolność i Demokrację, Bydgoszcz, 1968) wspólnie z Włodzimierzem Jastrzębskim
- Werner Kampe, amator zbrodni (Okręgowa Komisja Badania Zbrodni Hitlerowskich, Zarząd Okręgu Związku Bojowników o Wolność i Demokrację, Bydgoszcz, 1967) wspólnie z Tadeuszem Kutą